# حارة بن سلمان (المنصورة)
حارة بن سلمان هي إحدى حارات حي 22 يونيو الواقع بمديرية المنصورة التابعة لمحافظة عدن، بلغ تعداد سكانها 6286 نسمة حسب تعداد اليمن لعام 2004.